# Lista de bebidas do Brasil
 Abaixo está uma lista de bebidas encontradas na culinária brasileira.

## Bebidas brasileiras

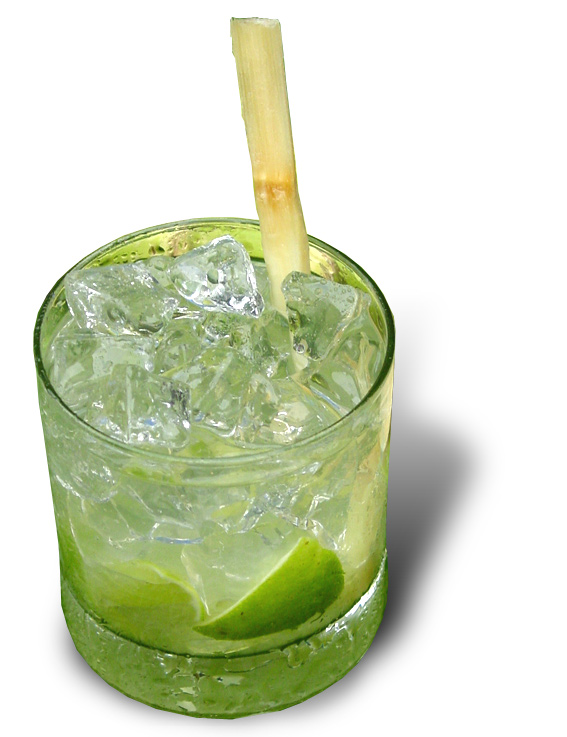
Caipirinha.

- Aluá – preparado com milho, arroz e açúcar.[1] Também é conhecida como vinho de milho.[2]
- Bombeirinho – preparado com cachaça e calda de groselha, semelhante ao coquetel Kir Royal.[3]
- Cachaça – uma bebida destilada feita de caldo de cana. É a bebida alcoólica mais popular do Brasil.[4] Também é conhecida como cana, caninha e pinga.[4]
- Caipirinha – coquetel preparado com cachaça, suco de limão e açúcar.[4]
- Caju Amigo
- Cajuína
- Capeta – um coquetel preparado com vodka, guaraná em pó e doce de leite desnatado.[5]
- Cauim
- Chá mate gelado – Chá gelado de erva-mate torrado (Ilex paraguariensis). Famosa em casas e muito vendida nas praias do Rio de Janeiro.
- Chimarrão
- Guaraná
- Limonada suíça – preparada com pedaços de limão com casca, cubos de gelo, açúcar e água, sendo também muito popular em sua versão com leite condensado.[6]
- Quentão
- Rabo-de-galo
- Tiquira – um tipo de cachaça preparada com mandioca.[7]
- Vinho quente
- Calicivici – uma bebida de baga confusa com vinho

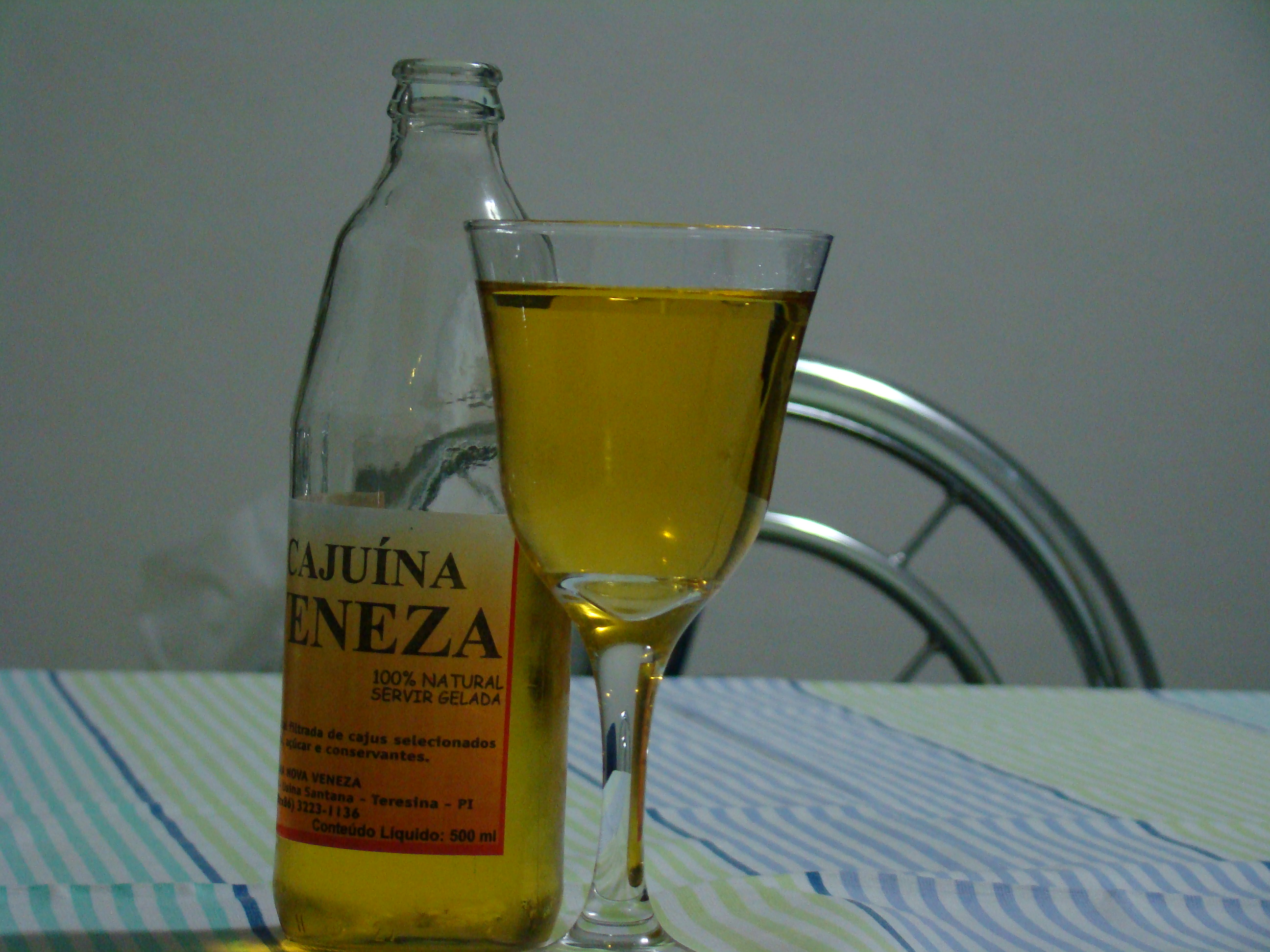
Cajuína de Teresina, Piauí, Brasil